# Tour de France de 1976
O Tour de France 1976 foi a º 1976. A corrida foi composta por 22 etapas, no total mais de 4017 km, foram percorridos com uma média de 34,518 km/h.

## Resultados

### Classificação geral
| Pos | Nome                 | País          | Equipa | Tempo        |
| --- | -------------------- | ------------- | ------ | ------------ |
| 1   | Lucien Van Impe      | Bélgica       |        | 116h 22' 23" |
| 2   | Joop Zoetemelk       | Países Baixos |        | 4' 14"       |
| 3   | Raymond Poulidor     | França        |        | 12' 08"      |
| 4   | Raymond Delisle      | França        |        | 12' 17"      |
| 5   | Walter Riccomi       | Itália        |        | 12' 39"      |
| 6   | Francisco Galdos     | Espanha       |        | 14' 50"      |
| 7   | Michel Pollentier    | Bélgica       |        | 14' 59"      |
| 8   | Freddy Maertens      | Bélgica       |        | 16' 09"      |
| 9   | Fausto Bertoglio     | Itália        |        | 16' 36"      |
| 10  | Vicente Lopez-Carril | Espanha       |        | 19' 28"      |